# Swiss IT Magazine
Swiss IT Magazine (vormals Infoweek) ist eine Schweizer Fachzeitschrift für IT-Entscheider und IT-Professionals in Schweizer Unternehmen. Swiss IT Magazine erschien erstmals zur Orbit im Herbst 2000 (damals noch unter dem Namen Infoweek.ch). Neben Berichten zum IT-Markt und zu IT-Produkten widmet sich Swiss IT Magazine technischen Schwerpunkten aus der Informationstechnologie und strategischen Fragen, die für die IT-Abteilung eines Unternehmens wichtig sind.
Swiss IT Magazine erscheint monatlich bei Swiss IT Media GmbH, die aus einem Management-Buy-out aus Vogel Business Media AG, Thalwil (ein Tochterunternehmen der Vogel Medien Gruppe, Würzburg), hervorgegangen ist. Die WEMF-beglaubigte Auflage sank von 7'407 verkauften bzw. 10'612 verbreiteten Exemplaren im Jahr 2011 auf 5'741 (Vj. 6'123) verkaufte bzw. 7'845 (Vj. 8'106) verbreitete Exemplare im Jahr 2018.
Ebenfalls bei Swiss IT Media GmbH erscheint die Zeitschrift Swiss IT Reseller, die sich exklusiv an den Schweizer IT-Channel richtet.